# Cerisy-la-Forêt
Cerisy-la-Forêt är en kommun i departementet Manche i regionen Normandie i norra Frankrike. Kommunen ligger i kantonen Saint-Clair-sur-l'Elle som tillhör arrondissementet Saint-Lô. År 2022 hade Cerisy-la-Forêt 1 014 invånare.

## Befolkningsutveckling
Antalet invånare i kommunen Cerisy-la-Forêt
| Referens: INSEE |